# Андерс Свенсон
Андерс Гунар Свенсон (швед. Anders Gunnar Svensson; 17. јул 1976) бивши је шведски фудбалер. Играо је на позицији везног играча.
Скоро читаву своју каријеру је провео у Елфсборгу где је провео и део омладинске каријере. Провео је и 4 сезоне у енглеском Саутемптону пре него што се вратио у Елфсборг.
Рекордер је по броју одиграних утакмица за репрезентацију Шведске — има их 148. Свенсон је, као и у Елфсборгу и Саутемптону, био и капитен репрезентације, и то од 2007. године. Играо је на два Светска и три Европска првенства.

## Успеси
Елфсборг
- Прва лига Шведске: 2006, 2012.
- Куп Шведске: 2000/01, 2013/14.
- Суперкуп Шведске: 2007.

Саутемптон
- ФА куп: финалиста 2002/03.